# Adetoneura mimetica
Adetoneura mimetica är en fjärilsart som beskrevs av Robinson 1969. Adetoneura mimetica ingår i släktet Adetoneura och familjen tofsspinnare. Inga underarter finns listade i Catalogue of Life.